# Diego Imperio
Diego Imperio (11 luglio 1973) è un allenatore di calcio a 5 ed ex giocatore di calcio a 5 uruguaiano.

## Carriera
Con la nazionale maschile di calcio a 5 dell'Uruguay Imperio ha disputato il FIFA Futsal World Championship 1996 in cui la selezione sudamericana è stata eliminata nel girone del secondo turno comprendente Brasile, Ucraina e Paesi Bassi.